# Sieć naczyniowa
Sieć naczyniowa (łac. retia vasculosa) – jednorodna struktura anatomiczna układu krwionośnego utworzona przez liczne zespolenia gałązek tętniczych lub żylnych. Od sieci naczyń włosowatych różni się tym, że w przypadku sieci naczyniowych, tętnice nie przechodzą w żyły, lecz ponownie w tętnice. Podobnie w przypadku sieci naczyniowej żylnej, powstająca z naczyń żylnych sieć, przechodzi ponownie w tożsame żyły. Z uwagi na budowę, rozróżnia się więc sieci naczyniowe tętnicze (łac. retia arteriosa) i sieci naczyniowe żylne (łac. retia venosa).
Sieci naczyniowe w cienkich strukturach (np. okostna) mają układ dwuwymiarowy, natomiast w narządach grubszych oczka sieci naczyń przyjmują strukturę trójwymiarową zwaną splotem naczyniowym (łac. plexus vasculosi).
Sieć naczyniowa występuje w okostnej i oponie miękkiej, sploty naczyniowe natomiast występują w prawie wszystkich narządach z wyjątkiem:
- płuc
- nerek
- śledziony
- mózgowia.

W obrębie naczyń sieci czy splotu dochodzi do sytuacji, że w danym naczyniu krew może płynąć w różnych kierunkach w różnym czasie, czyli dane naczynie w zależności od warunków krążenia krwi może być dopływem i odpływem.
Sieć dziwna (łac. rete mirabile) – specyficzny układ naczyń sieci, w którym jedno naczynie (tętnica lub żyła) dzieli się na większą ilość cienkich gałązek, niejednokrotnie splotowato połączonych i po krótszym lub dłuższym przebiegu ponownie łączy się w jedno, tożsame naczynie krwionośne.
U człowieka jedyną strukturą spełniającą kryteria sieci dziwnej tętniczej jest kłębuszek nerkowy.
Unaczynienie zrazików wątroby mogłoby być uznane za żylną sieć dziwną, jednakże żyła śródzrazikowa wiedzie nie tylko krew żylną z żyły wrotnej, ale także częściowo krew tętniczą z tętnicy wątrobowej.